# Аккурган
Аккурга́н (узб. Oqqo’rg’on / Оққўрғон) — город, административный центр Аккурганского района Ташкентской области Узбекистана.

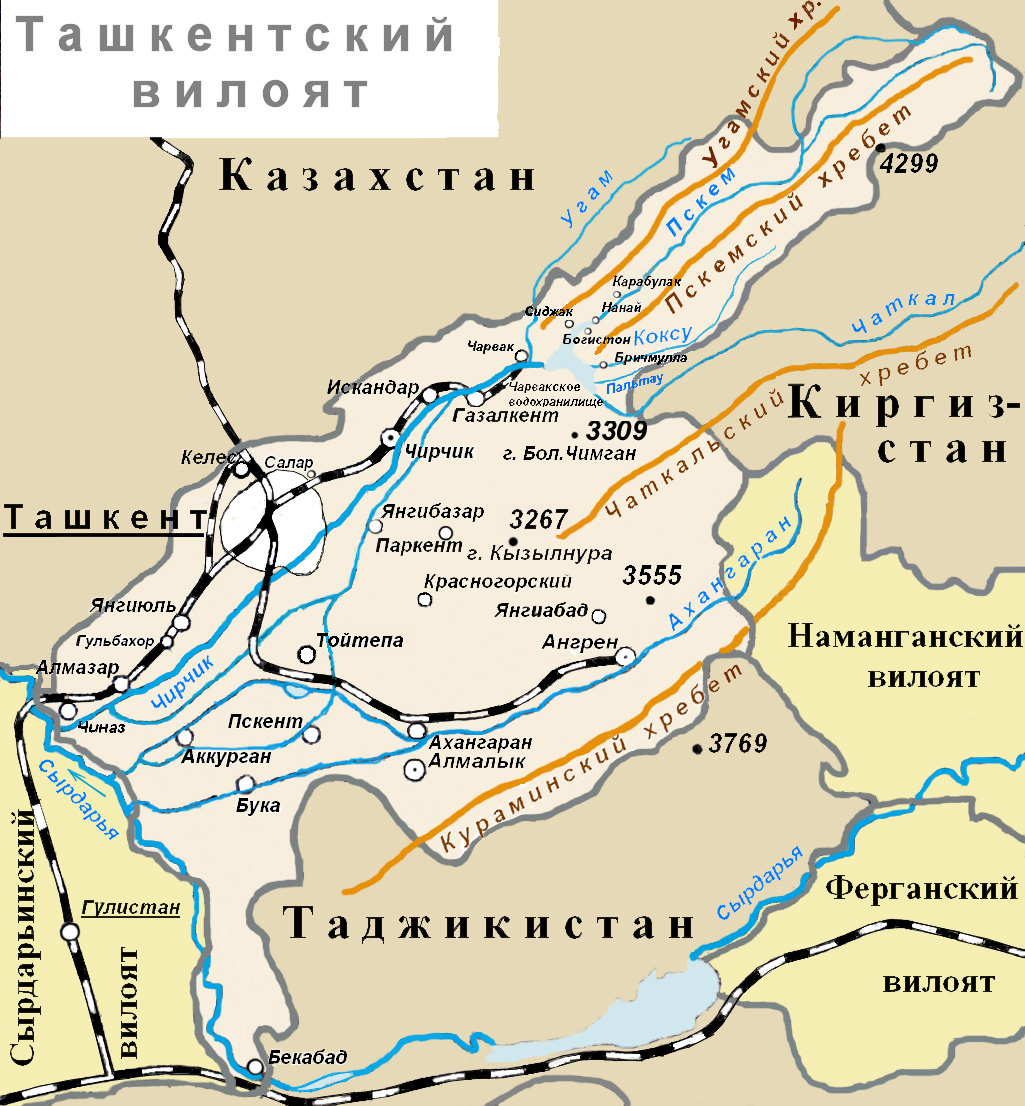
Расположение города Аккурган на схематической карте Ташкентской области

## География
Статус города получил в 1980 году. Расположен на реке Ангрен в 16 км от железнодорожной станции Кучлик (ветка Ташкент — Ангрен), в 55 км южнее Ташкента.

## Этимология
Название города переводится как «Белая крепость».

## Население
По состоянию на 1991 год, в Аккургане насчитывалось 10 800 жителей.

## Экономика
Имеются предприятия пищевой и перерабатывающей промышленности.

## Известные уроженцы
Руфат Рискиев — чемпион мира по боксу 1974 года, финалист Олимпиады-1976, чемпион СССР по боксу 1972 и 1974-1976 годов во 2-м среднем весе. Заслуженный мастер спорта СССР (1974).
Мумин Хамидович Аъзамхужаев — Генеральный директор компании ООО «Катерпиллар Евразия». Возглавляет бизнес компании Caterpillar в России и странах СНГ. Выпускник МГУ имени М.В. Ломоносова. Имеет степень магистра по бухгалтерскому учету (1994 год, университет Северного Иллинойса, США). Прошел программу развития для руководителей высшего звена в бизнес-школе IMD (Швейцария) и курсы подготовки топ-менеджеров в Duke University, The Fuqua School of Business, Durham, NC, USA. Приглашенный преподаватель-практик Московской школы управления «Сколково».

Caterpillar — мировой лидер по производству строительного и горного оборудования, двигателей, работающих на природном газе и дизельном топливе, а также промышленных газовых турбин и дизель-электрических локомотивов.

Номенклатура продукции Caterpillar, включающая более 300 машин, устанавливает стандарты для отрасли.